# Gelis dendrolimi
Gelis dendrolimi là một loài tò vò trong họ Ichneumonidae.